# コネチカット州の都市圏の一覧

2022年に従来の8郡に代わるものとして承認された、コネチカット州の9計画地域を示す地図

本項目はコネチカット州の都市圏の一覧（コネチカットしゅうのとしけんのいちらん）である。
アメリカ合衆国国勢調査局は、コネチカット州に合同統計地域（CSA/広域都市圏）2ヶ所、大都市統計地域（MSA/都市圏）5ヶ所、および小都市統計地域（μSA/小都市圏）2ヶ所を定義している。下表には、左列より以下の情報を示す。
- 合同統計地域（定義されている場合）の名称
- 合同統計地域の人口
- コアベース統計地域（大都市統計地域および小都市統計地域）の名称
- コアベース統計地域の人口
- 各統計地域に含まれる計画地域の名称
- 各統計地域に含まれる計画地域の人口

なお、下表においては、コネチカット州と他州にまたがる合同統計地域およびコアベース統計地域については、名称と統計地域の総人口を青緑色で、コネチカット州内の人口を黒色でそれぞれ示す。また、他州のコアベース統計地域および郡については、その名称と人口を緑色でそれぞれ示す。
下表における人口の数値はすべて2020年に行われた国勢調査時のものである。また、合同統計地域、コアベース統計地域（大都市統計地域・小都市統計地域）のいずれも、2023年7月21日時点での定義に従う。
| 合同統計地域                                               | 人口               | コアベース統計地域                                                   | 人口       | 郡/計画地域                                  | 人口      |
| ---------------------------------------------------------- | ------------------ | -------------------------------------------------------------------- | ---------- | -------------------------------------------- | --------- |
| ニューヘイブン・ハートフォード・ウォーターバリー広域都市圏 | 2,659,617          | ハートフォード・ウェストハートフォード・イーストハートフォード都市圏 | 1,150,473  | キャピトル計画地域                           | 976,248   |
| ニューヘイブン・ハートフォード・ウォーターバリー広域都市圏 | 2,659,617          | ハートフォード・ウェストハートフォード・イーストハートフォード都市圏 | 1,150,473  | ロワー・コネチカット・リバー・バレー計画地域 | 174,225   |
| ニューヘイブン・ハートフォード・ウォーターバリー広域都市圏 | 2,659,617          | ニューヘイブン都市圏                                                 | 570,487    | サウス・セントラル・コネチカット計画地域     | 570,487   |
| ニューヘイブン・ハートフォード・ウォーターバリー広域都市圏 | 2,659,617          | ウォーターバリー・シェルトン都市圏                                   | 450,376    | ノーガタック・バレー計画地域                 | 450,376   |
| ニューヘイブン・ハートフォード・ウォーターバリー広域都市圏 | 2,659,617          | ノーウィッチ・ニューロンドン・ウィリマンティック都市圏               | 280,430    | サウスイースタン・コネチカット計画地域       | 280,430   |
| ニューヘイブン・ハートフォード・ウォーターバリー広域都市圏 | 2,659,617          | トリントン小都市圏                                                   | 112,503    | ノースウェスト・ヒルズ計画地域               | 112,503   |
| ニューヘイブン・ハートフォード・ウォーターバリー広域都市圏 | 2,659,617          | パットナム小都市圏                                                   | 95,348     | ノースイースタン・コネチカット計画地域       | 95,348    |
| ニューヨーク・ニューアーク広域都市圏                       | 22,093,604 946,327 | ニューヨーク・ニューアーク・ジャージーシティ都市圏                   | 19,743,606 | ニューヨーク州キングス郡                     | 2,736,074 |
| ニューヨーク・ニューアーク広域都市圏                       | 22,093,604 946,327 | ニューヨーク・ニューアーク・ジャージーシティ都市圏                   | 19,743,606 | ニューヨーク州クイーンズ郡                   | 2,405,464 |
| ニューヨーク・ニューアーク広域都市圏                       | 22,093,604 946,327 | ニューヨーク・ニューアーク・ジャージーシティ都市圏                   | 19,743,606 | ニューヨーク州ニューヨーク郡                 | 1,694,251 |
| ニューヨーク・ニューアーク広域都市圏                       | 22,093,604 946,327 | ニューヨーク・ニューアーク・ジャージーシティ都市圏                   | 19,743,606 | ニューヨーク州サフォーク郡                   | 1,525,920 |
| ニューヨーク・ニューアーク広域都市圏                       | 22,093,604 946,327 | ニューヨーク・ニューアーク・ジャージーシティ都市圏                   | 19,743,606 | ニューヨーク州ブロンクス郡                   | 1,472,654 |
| ニューヨーク・ニューアーク広域都市圏                       | 22,093,604 946,327 | ニューヨーク・ニューアーク・ジャージーシティ都市圏                   | 19,743,606 | ニューヨーク州ナッソー郡                     | 1,395,774 |
| ニューヨーク・ニューアーク広域都市圏                       | 22,093,604 946,327 | ニューヨーク・ニューアーク・ジャージーシティ都市圏                   | 19,743,606 | ニューヨーク州ウェストチェスター郡           | 1,004,457 |
| ニューヨーク・ニューアーク広域都市圏                       | 22,093,604 946,327 | ニューヨーク・ニューアーク・ジャージーシティ都市圏                   | 19,743,606 | ニュージャージー州バーゲン郡                 | 955,732   |
| ニューヨーク・ニューアーク広域都市圏                       | 22,093,604 946,327 | ニューヨーク・ニューアーク・ジャージーシティ都市圏                   | 19,743,606 | ニュージャージー州エセックス郡               | 863,728   |
| ニューヨーク・ニューアーク広域都市圏                       | 22,093,604 946,327 | ニューヨーク・ニューアーク・ジャージーシティ都市圏                   | 19,743,606 | ニュージャージー州ミドルセックス郡           | 863,162   |
| ニューヨーク・ニューアーク広域都市圏                       | 22,093,604 946,327 | ニューヨーク・ニューアーク・ジャージーシティ都市圏                   | 19,743,606 | ニュージャージー州ハドソン郡                 | 724,854   |
| ニューヨーク・ニューアーク広域都市圏                       | 22,093,604 946,327 | ニューヨーク・ニューアーク・ジャージーシティ都市圏                   | 19,743,606 | ニュージャージー州モンマス郡                 | 643,615   |
| ニューヨーク・ニューアーク広域都市圏                       | 22,093,604 946,327 | ニューヨーク・ニューアーク・ジャージーシティ都市圏                   | 19,743,606 | ニュージャージー州オーシャン郡               | 637,229   |
| ニューヨーク・ニューアーク広域都市圏                       | 22,093,604 946,327 | ニューヨーク・ニューアーク・ジャージーシティ都市圏                   | 19,743,606 | ニュージャージー州ユニオン郡                 | 575,345   |
| ニューヨーク・ニューアーク広域都市圏                       | 22,093,604 946,327 | ニューヨーク・ニューアーク・ジャージーシティ都市圏                   | 19,743,606 | ニュージャージー州パセイック郡               | 524,118   |
| ニューヨーク・ニューアーク広域都市圏                       | 22,093,604 946,327 | ニューヨーク・ニューアーク・ジャージーシティ都市圏                   | 19,743,606 | ニュージャージー州モリス郡                   | 509,285   |
| ニューヨーク・ニューアーク広域都市圏                       | 22,093,604 946,327 | ニューヨーク・ニューアーク・ジャージーシティ都市圏                   | 19,743,606 | ニューヨーク州リッチモンド郡                 | 495,747   |
| ニューヨーク・ニューアーク広域都市圏                       | 22,093,604 946,327 | ニューヨーク・ニューアーク・ジャージーシティ都市圏                   | 19,743,606 | ニュージャージー州ソマーセット郡             | 345,361   |
| ニューヨーク・ニューアーク広域都市圏                       | 22,093,604 946,327 | ニューヨーク・ニューアーク・ジャージーシティ都市圏                   | 19,743,606 | ニューヨーク州ロックランド郡                 | 338,329   |
| ニューヨーク・ニューアーク広域都市圏                       | 22,093,604 946,327 | ニューヨーク・ニューアーク・ジャージーシティ都市圏                   | 19,743,606 | ニュージャージー州サセックス郡               | 144,221   |
| ニューヨーク・ニューアーク広域都市圏                       | 22,093,604 946,327 | ニューヨーク・ニューアーク・ジャージーシティ都市圏                   | 19,743,606 | ニュージャージー州ハンタードン郡             | 128,947   |
| ニューヨーク・ニューアーク広域都市圏                       | 22,093,604 946,327 | ニューヨーク・ニューアーク・ジャージーシティ都市圏                   | 19,743,606 | ニューヨーク州パットナム郡                   | 97,668    |
| ニューヨーク・ニューアーク広域都市圏                       | 22,093,604 946,327 | ブリッジポート・スタンフォード・ダンバリー都市圏                     | 946,327    | ウェスタン・コネチカット計画地域             | 620,549   |
| ニューヨーク・ニューアーク広域都市圏                       | 22,093,604 946,327 | ブリッジポート・スタンフォード・ダンバリー都市圏                     | 946,327    | グレーター・ブリッジポート計画地域           | 325,778   |
| ニューヨーク・ニューアーク広域都市圏                       | 22,093,604 946,327 | カーヤスジョエル・ポキプシー・ニューバーグ都市圏                     | 697,221    | ニューヨーク州オレンジ郡                     | 401,310   |
| ニューヨーク・ニューアーク広域都市圏                       | 22,093,604 946,327 | カーヤスジョエル・ポキプシー・ニューバーグ都市圏                     | 697,221    | ニューヨーク州ダッチェス郡                   | 295,911   |
| ニューヨーク・ニューアーク広域都市圏                       | 22,093,604 946,327 | トレントン・プリンストン都市圏                                       | 387,340    | ニュージャージー州マーサー郡                 | 387,340   |
| ニューヨーク・ニューアーク広域都市圏                       | 22,093,604 946,327 | キングストン都市圏                                                   | 181,851    | ニューヨーク州ウルスター郡                   | 181,851   |
| ニューヨーク・ニューアーク広域都市圏                       | 22,093,604 946,327 | モンティチェロ小都市圏                                               | 78,624     | ニューヨーク州サリバン郡                     | 78,624    |
| ニューヨーク・ニューアーク広域都市圏                       | 22,093,604 946,327 | ヘムロックファームズ小都市圏                                         | 58,535     | ペンシルベニア州パイク郡                     | 58,535    |

## 註
1. ↑  QuickFacts. U.S. Census Bureau. 2020年.
2. ↑  OMB Bulletin No. 23-01, Revised Delineations of Metropolitan Statistical Areas, Micropolitan Statistical Areas, and Combined Statistical Areas, and Guidance on Uses of the Delineations of These Areas. Office of Management and Budget. 2023年7月21日.